# 2004 XX186
2004 XX186, também escrito como 2004 XX186, é um objeto transnetuniano que está localizado no Cinturão de Kuiper, uma região do Sistema Solar. Este corpo celeste é classificado como um cubewano. Ele possui uma magnitude absoluta de 8,6 e tem um diâmetro estimado com 84 km.

## Descoberta
2004 XX186 foi descoberto no dia 12 de dezembro de 2004 pelos astrônomos S. S. Sheppard e D. C. Jewitt.

## Órbita
A órbita de 2004 XX186 tem uma excentricidade de 0,000 e possui um semieixo maior de 46,906 UA. O seu periélio leva o mesmo a uma distância de 46,906 UA em relação ao Sol e seu afélio a 46,906 UA.